# あかつき印刷 (渋谷区)
あかつき印刷株式会社は、東京都渋谷区千駄ヶ谷に本社を置く印刷・製本・ウェブデザイン等の事業を行う会社。
日本共産党のしんぶん赤旗を始め多くの団体の機関紙や自治体広報紙の印刷を請け負う。